# Roi Torres
Roi Torres Barrán (Santiago de Compostela, 5 de febrero de 2006) es un futbolista español que juega de lateral derecho en el Real Madrid Castilla

## Trayectoria
Roi nació en Santiago, en el Barrio de San Pedro, el 5 de febrero de 2006, hijo de Xoán Antón Torres y María do Pilar Barrán, y tiene un hermano menor, Breixo Torres.
Empezó a jugar al fútbol a la edad de cuatro años en un club de su ciudad, Club Atlético Fátima. En 2014 se incorporó al Santiago de Compostela C. F., que en 2018 se fusionó con el Conxo C. D., dando lugar al C. D. Conxo Santiago. En 2021, en edad cadete, fichó por el juvenil de Real Madrid C. F.  bajo las órdenes de Alvaro Arbeloa.

## Selección Gallega
Participó en los campeonatos nacionales con la Selección Gallega sub-12 y sub-14, a las órdenes de Rubén Sotelo y David Páez respectivamente.

## Selección española
También participó con la Selección Española sub-16 con el seleccionador José Lana en dos amistosos ante Suiza, del 14 al 17 de febrero de 2022, en Alfaz del Pi (Alicante).